# Чертовицы Нижние
Чертовицы Нижние — деревня в Каргопольском районе Архангельской области. Входит в состав Павловского сельского поселения. Ранее входила в состав Каргопольского уезда Олонецкой губернии.

## География
Деревня находится ниже Каргополя по течению Онеги. К югу от Нижних Чертовиц находится деревня Абакумово, к западу, на правом берегу Онеги, — деревня Волоска (Волосская). Рядом с деревней проходит автодорога Р1 (Брин-Наволок—Каргополь).

## Население
| 2002 | 2010 | 2012 |
| ---- | ---- | ---- |
| 0    | →0   | →0   |